# Stowe (Buckinghamshire)
Stowe – wieś w Anglii, w hrabstwie Buckinghamshire, w dystrykcie (unitary authority) Buckinghamshire. Leży 84 km na północny zachód od centrum Londynu. W 2001 miejscowość liczyła 854 mieszkańców.